# Uva rara
L'uva rara est un cépage italien de raisins noir. Selon Victor Pulliat, elle porte le nom en raison de sa beauté rare.

## Origine et répartition géographique
Le cépage Uva rara provient du nord de l'Italie. 
Il est classé cépage d'appoint en DOC Boca, Fara, Colline Novaresi, Ghemme, San Colombano al Lambro et Sizzano.
Il est classé recommandé en province de Novare, Verceil, Milan et Pavie dans les régions Piémont et Lombardie. En 1998, sa culture couvrait une superficie de 510 ha.

## Caractères ampélographiques
- Extrémité du jeune rameau cotonneux blanchâtre à liseré faiblement carminé.
- Jeunes feuilles duveteuses, un peu bronzées.
- Feuilles adultes, 5 lobes avec des sinus supérieurs assez  profonds, un sinus pétiolaire en U largement ouvert, des dents anguleuses, moyennes ou étroites, un limbe couvert d'un duvet mou.

## Aptitudes culturales
La maturité est de troisième époque tardive à quatrième époque: 35 à 40 jours après le chasselas. 

## Potentiel technologique
Les grappes et les baies sont de taille moyenne. La grappe est rameuse et un peu lâche. Le cépage est de bonne vigueur mais d'une fertilité irrégulière à cause de la coulure. 
Il donne des vins rouges peu colorés, pauvre en acidité et avec un taux d'alcool moyen. Il est vinifié généralement en assemblage.

## Synonymes
L'uva rara est connu sous les noms de balsamea, bonarda, bonarda di Gattinara (par erreur, voir aussi le cépage Bonarda di Gattinara), bonarda di Cavaglia, bonarda Novarese, foglia lucente, martellana, orinaa, orianella, oriola, rairon, raione, rairone, raplum et  rara. 